# Marc-Armand Lallier
Marc-Armand Lallier (París, 3 de diciembre de 1906-París, 11 de enero de 1988) fue un obispo católico francés de la Iglesia católica. Fue sucesivamente obispo de Nancy (1949-1956), obispo de Marsella (1956-1966) y arzobispo de Besanzón (1966-1980).

## Biografía
Lallier se graduó en el Liceo Condorcet (1923) y participó en los Boy Scouts. Después de su servicio militar, ingresó en el seminario de Saint-Sulpice en 1927 y fue ordenado sacerdote el 29 de junio de 1932 por el cardenal Jean Verdier, entonces arzobispo de París. Inmediatamente después de su ordenación fue nombrado Rector del Seminario de Saint-Sulpice. En 1936 se convirtió en capellán de la Ciudad Internacional Universitaria de París. Durante la Segunda Guerra Mundial, Lallier fue superior del seminario menor de París y protegió, entre otras cosas, al entonces estudiante Jean-Marie Lustinger de la persecución nazi. Durante una redada en mayo de 1941, en la que también iban a ser detenidos niños judíos, la estudiante y luchadora de la resistencia Germaine Ribière pidió a Lallier que acomodara a estos niños en las salas del seminario. Lallier explicó que apoyaba las actividades de Ribière, pero que los seminarios de la iglesia estaban abarrotados.
El Papa Pío XII lo nombró obispo de Nancy-Toul el 26 de septiembre de 1949. Fue ordenado obispo el 28 de octubre del mismo año por Maurice Feltin, arzobispo de París; Los co-consagrantes fueron Jean-Julien Weber, obispo de Estrasburgo, y Robert Picard de La Vacquerie, limosnero de las tropas en la zona de ocupación francesa. Lallier fue nombrado arzobispo de Marsella el 28 de septiembre de 1956. Fue Padre Conciliar del Concilio Vaticano II (1962-1965), participando en la Comisión de Disciplina de los Sacramentos.
El Papa Pablo VI lo nombró arzobispo de Besanzón el 26 de agosto de 1966. Desde junio de 1971 hasta enero de 1972, Marc-Armand Lallier fue también administrador apostólico de su antigua diócesis de Nancy-Toul. A partir de octubre de 1977 impulsó la creación de una nueva diócesis, a medida que crecía el número de católicos en la archidiócesis de Besanzón. Esto llevó al establecimiento de la diócesis de Belfort-Montbéliard por el Papa Juan Pablo II el 3 de noviembre de 1979.
El 6 de marzo de 1980, Juan Pablo II aceptó su renuncia. Lallier se retiró a su ciudad natal de París, donde murió en enero de 1988. Fue enterrado en la catedral de Besanzón.